# パナアミューズメントカートリッジ
パナアミューズメントカートリッジはパナソニックより発売された、日本のパーソナルコンピュータ、MSX用の拡張カートリッジである。希望小売価格は3,800円。「Pana Amusement Cartridge」を省略して「PAC」(パック)とも呼ばれる。初期対応ソフト（うる星やつら ～恋のサバイバル・バースディ～、ハイドライド3、アシュギーネ　虚空の牙城、アシュギーネ　復讐の炎）が発売される前の1987年11月末に発売された模様。

## 概要
カートリッジには、8KiBのSRAMとリチウム電池が搭載されており、当時ローエンド機種では、二次記憶装置が内蔵されていなかったMSX、MSX2の主にロムカセットで供給されるゲームのセーブデータの保存（バッテリーバックアップ）を行うことが目的の拡張カートリッジである。
その構造上、ROMベースのゲームの場合は拡張スロットを二つ以上必要とする。また、直接制御を行う機器であり、カートリッジにはBIOSやユーティリティーの類は入っていないため、実際に使用できるのは対応したゲームソフトウェアのみである。ハードウェア的にはスロット制御によってイネーブルにした際に8KiBのフラットなメモリ空間がマッピングされるシンプルなものである。システムが安価に構成され、本体に近い初期投資が必要なFDDに対し、容量単価としては割高であるもののゲームのセーブデータの保存という目的のみに限れば初期投資を抑えることができる機器でもあった。FDDが搭載されていても1台のみの事が多いMSXでは、ディスク版のソフトウェアも併用することによって、セーブディスクとの入れ替えが減るなどのメリットもあった。
ちょうどFDD内蔵MSX2への切り替わりの時期に相当したため、ロムカートリッジで供給されたゲームの中には、高価なFDDには対応せずにPACにのみ対応したタイトルや、例外的にFDで供給されたにもかかわらず保存をFDに行えないゲームも存在した。それらのソフトウェアはFDDを内蔵したMSX2やMSX2+の普及した時期にはFM-PACを持っていないとデータを保存できず遊びにくくなる状況も発生した。
また、他のSRAMと電池を利用したバックアップカートリッジ同様、リチウム電池の消耗により2014年現在、現存するカートリッジは電池の交換を要する状況にあるが、交換を前提とした設計にはなっておらず、使用に際してはカートリッジを分解して基板に半田付けされている電池を交換する必要がある。同様に基板上の電解コンデンサが消耗している場合も交換が必要となる。
ファイルシステムなどはなく、8分割されたアドレス空間に対して対応ソフトウェアがダイレクトに読み書きを行う。
ソフトウェアによって使用するセグメントがパッケージの対応ロゴに表示されており、同一のセグメントを利用するソフトウェアではデータの利用については注意を要した。カートリッジにはソフトウェアが内蔵されておらず、単体で差し込み起動した場合は普通にBASICが起動する状況から、ユーザーによって、データを退避するなどの操作を行えるソフトウェアも開発されている。同様に『MSX・FAN』誌上では、「PACマジック」としてセーブデータの改造を行うプログラムも掲載された。これは同誌の「裏技」コーナー、「ゲーム十字軍」を単行本化した書籍、『ゲーム十字軍』にも掲載されている。
独立したカートリッジであることを利用し、別のゲーム間でセーブデータを共用することも試みられた。
その容量からゲームデータのセーブ程度にしか使えず、また、8KiBという容量の割に高価であり対応ソフトウェアも少なく、実際の対応ソフトウェアが増える前にFDDを内蔵したMSX2が安価で出回ったことなどによって役割を終えている。
バックアップメモリに対してはメモリマップドI/O経由でスロットの5ffehに4dh、5fffhに69hを書き込むことで、アクセスが可能になる。
後継であり上位製品である「FMパナアミューズメントカートリッジ」では、「パックコマンダー」と呼ばれるソフトウェアを内蔵し、前述のようなデータ管理について、誰にでも扱いやすいツールが提供されることとなる。
価格差があるため、完全な代替ではなく本商品も併売されていた。2スロットのMSXにPACとFM-PACを両方挿すことで、FM-PAC側のパックコマンダーでPACのデータ管理を行うことが出来た。

## 対応ソフト
- うる星やつら ～恋のサバイバル・バースディ～
- ハイドライド3
- アシュギーネ 虚空の牙城
- アシュギーネ 復讐の炎
- ファイアーホーク
- イースII
- ドラゴンスレイヤー英雄伝説
- プレデター（英語版）
- ファイアボール
- ファミクルパロディック
- 井出洋介の実践麻雀
- マンハッタンレクイエム
- 殺人倶楽部
- セイレーン
- 殺意の接吻
- あかんべドラゴン
- 蒼き狼と白き牝鹿・ジンギスカン
- クリムゾン
- シンセサウルス
- クィンプル
- サイオブレード
- めぞん一刻
- ウィザードリィ